# Alexandre de Persis
Alexandre de Persis (en grec antic Αλέξανδρος) fou un sàtrapa selèucida.
Antíoc III el Gran el va nomenar el 224 aC sàtrapa de Persis mentre el seu germà Moló rebia Mèdia. Antíoc només tenia 15 anys, i a la cort, el seu ministre Hèrmies era tot poderós a més d'intrigant i astut. Els dos germans, davant de les intrigues, van planejar una revolta. Hèrmies, que volia veure al rei entre grans dificultats, va aconsellar-li d'encomanar la direcció de les forces contra els rebels a homes sense cap energia ni capacitat de decisió, però el rei, l'any 220 aC, va agafar personalment el comandament. Els soldats de Moló el van abandonar i per evitar ser capturat per les tropes reials es va suïcidar junt amb altres líders de la rebel·lió, menys un, el seu germà Neolaos, que es va escapar cap a Persis. Allí el fugitiu va matar la mare de Moló i als seus fills, i va convèncer a Alexandre de suïcidar-se, cosa que va fer. Neolaos va ser l'últim a morir clavant-se l'espasa al costat dels cossos morts de la seva família, segons diu Polibi.